# بیسه (کمون)
بیسه (به فرانسوی: Baissey) یک کمون (فرانسه) در فرانسه است که در canton of Longeau-Percey واقع شده‌است. بیسه ۹٫۹۷ کیلومتر مربع مساحت دارد.